# Fehérfülű turákó
A fehérfülű turákó (Tauraco leucotis) a madarak osztályának turákóalakúak (Musophagiformes) rendjébe, ezen belül a turákófélék (Musophagidae) családjába tartozó faj. Korábban a család többi tagjával együtt a kakukkalakúakkal rokonították.

## Előfordulása
Eritrea, Etiópia, Dél-Szudán és Szudán területén honos.

## Alfajai
- Tauraco leucotis donaldsoni
- Tauraco leucotis leucotis

## Megjelenése
Feje, begye és melle élénk zöld színű. A szeménél és a fülénél mindkét oldalon fehér folt található. Vörös szemgyűrűt visel. Hátán és szárnyain szürkéskék színű tollazata van.
|  |